# Echinopterys
Az Echinopterys a Malpighiales rendjébe és a malpighicserjefélék (Malpighiaceae) családjába tartozó nemzetség.

## Rendszerezés
A nemzetségbe az alábbi 2 faj tartozik:
- Echinopterys eglandulosa (A.Juss.) Small
- Echinopterys setosa Brandegee